# 創作藝術大學
創作藝術大學（英語：University for the Creative Arts）通稱為（UCA）是英國的一所教授藝術與設計的公立大學，是歐洲第二大藝術教育機構，共有四個校區，位於坎特伯雷、埃普索姆、法納姆和羅切斯特鎮、皇家針線學院和梅德斯通工作室的教學基地，以及福克斯通創意區的一個專案和展覽空間。
該校相信創造力使全球社群更具活力、更具創新性、更人性化。160年來，一直是創意教育和研究的熱情倡導者。
UCA 提供建築、工藝、時尚、平面設計、插圖、美術、攝影、電影、媒體、表演藝術和創意業務的課程。 課程因其最高的教學品質而受到讚揚，並受到創意部門僱主的高度尊重。

## 歷史
2005年由肯特郡藝術與設計學院（Kent Institute of Art & Design）和薩里藝術與設計學院（Surrey Institute of Art & Design, University College）合併而成，當時稱坎特伯雷、埃普索姆、法納姆、梅德斯通和羅切斯特的創作藝術大學學院（University College for the Creative Arts at Canterbury, Epsom, Farnham, Maidstone and Rochester）。2008年5月由英國樞密院授予大學資格，9月改現名。 其下組成學院的歷史可以追溯到維多利亞時代。
2011年2月該大學將其梅德斯通校區的一部份借给中肯特學院使用，後者在2014年將這一校區全部買下。

## 排名
《泰晤士報》／《英國星期日泰晤士報優秀大學指南》2022年以91.6%的分數將其媒體與通訊課程的教學質量評為第一，而這些課程在《衛報》中則排名第五。
《泰晤士報》/《英國星期日泰晤士報優秀大學指南》 2022年以 86.9% 的分數將其商業和管理課程的教學質量評為第一，而《衛報》也將其在這些課程中排名第八。
《泰晤士報》/《英國星期日泰晤士報優秀大學指南》 2022年以 91% 的分數將我們的建築課程教學質量排名第三，而《衛報》在這些課程中也將其排名第七。

## 學術
UCA是一所專攻藝術的大學，提供學士至博士的教育。

## 外部連結
- 官方网站 （页面存档备份，存于）

51°12′59″N 0°48′19″W / 51.21639°N 0.80528°W